# Motor Tipo

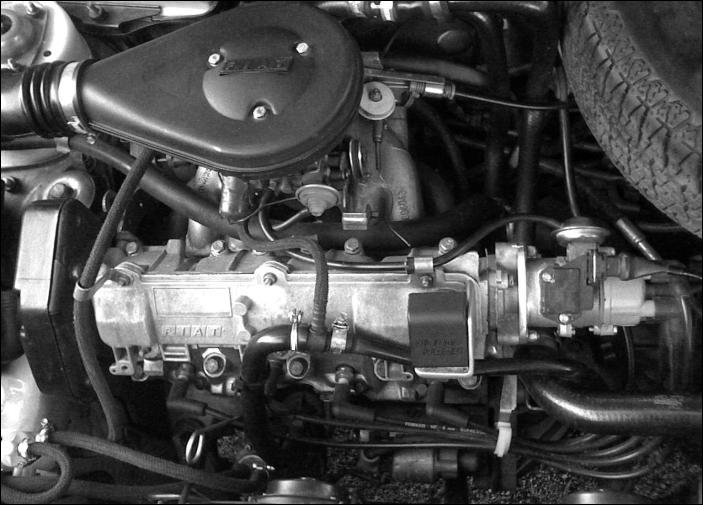
Motor «TIPO 3»

El «Motor Tipo» es la denominación interna y comercial que asignó Fiat a la familia de motores nafteros producidos desde 1969 a 1999 por un período de 30 años ininterrumpidos.   

## Historia
Fiat Auto S.p.A. desde su nacimiento, tendrá como premisa el ser un fabricante puntero en innovacion tecnológica, y, en 1962 con el departamento del desarrollo de motores bajo la tutela del ingeniero de motores endotérmicos Dante Giacosa (inventor de los míticos FIAT 500 y FIAT 600), será quien diseñe e investigue el nuevo 'Motor Fiat 103', y, la tracción delantera como un único órgano mecánico independiente externo; y que hará su debút a bordo del vehiculo 'Autobianchi Prímula'.(Matríz Fiat) en 1964.   
Para situarnos en el contexto del desarrollo del motor que nos ocupa, 'Motor TIPO 1' cabe reseñar, que sera El 'Motor Fiat - 103', quien sirva de referencia y espejo, para el desarrollo del primero ya que posee un alto porcentaje de la innovación tecnológica necesaria para aupar al 'Motor Tipo - 1', para ser el primer motor producido en serie a nivel mundial, que integre - agrupe, dos órganos mecánicos  diferentes desarrollados y  fabricados por separado; como son el bloque motor y la caja de cambios - grupo diferencial. 
Esta última será quien en su interior,  aloje - agrupe, todos los modernos órganos y mecánismos de conexión y tracción entre los dos sistemas: (volante de inercia, embrague, eje primario, caja de velocidades, semiejes (palieres) y diferencial de transmision con satélites desmultiplicadores; con sistema, de lubrificación interno independiente del sistema del motor. 
El sistema utilizará un lubricante multigrado específico (denominado Valvulina), de alta viscosidad y extrema presión;   (EP -  80W90), debido al alto esfuerzo de par motor, y temperaturas al que están sometidas las piezas internas de todo el conjunto en todo momento.
'El Motor Tipo 1', se montará a bordo de los nuevos automóviles Fiat, y será un referente a nivel mundial en cuanto a ser una tecnología que desde ese momento y hasta hoy en día (2024), aplicarán los fabricantes mundiales de automóviles a sus nuevos vehiculos y que, por concepción, contengan la disposición mecánica del motor delantero transversal y la tracción delantera.

### Intervalos de Aparición

#### Motor «Tipo 1» (1969 - 1979)
Debút del primer motor Tracción Delantera de FIAT.
El "Motor Tipo 1", verá la luz a finales de 1969 siendo comercializado desde primeros de 1970, a bordo de los modelos Fiat 128, Fiat 127 - Fiat 147 del fabricante Turinés. 
Fabricado en las plantas de Fiat Mirafiori y Foggia, - Italia - , así como en Latinoamérica, en la planta de Fiat Sevel, Ferreyra, - Argentina - ; serán las encargadas de producir estos propulsores desde inicios de 1970, para los nuevos modelos que debutarán con tracción delantera en FIAT y que venderá en los mercados de Europa, Argentina y Brasil. 
El motor 'Tipo 1', se comercializará durante un periodo de 10 años, desde 1969 hasta 1979; momento en que hará aparición su lógica evolución técnica, a la cual Fiat lo denominará como motor 'TIPO-2'.  

#### Primer motor del mundo con sistema FLEX-FUEL apto para el uso de Combustible Bio-ETANOL (Gasolina +ETANOL) y Bi-Fuel (Gasolina + GLPV)
En 1979, hará aparición en el mercado, la segunda generación del 'Motor Tipo - 2' (evolución técnica - sucesor de la serie de 'Motores Tipo - 1'), y que montarán los afamados y novedosos modelos Fiat 147 F/L (Face Lift), los Fiat Ritmo - Strada, Regata y Fiat Uno; y que estarán vigentes desde 1979 hasta 1989.   
Durante su concepción técnica, Fiat, incluirá en el Motor Tipo-2 adelantos tecnológicos que suponen una revolución e innovacion de referencia mundial con sistemas ecológicos de alto nivel, como son el Sistema FLEX FUEL (uso de Gasolina y Etanol (para mercados Brasil - Argentina y Mercosur), y el Sistema Bi-FUEL (uso de Gasolina y GLPV, para mercados de Europa y CEE.), convirtiéndose en sistemas que desde su aparición en los mercados en 1979 y hasta a día de hoy en 2024, aportan, el ser medios tecnológicos muy importantes para la contención de gases de efecto invernadero, así como para la reducción de emisiones de Co² a la atmósfera).   
Tambien dispondrá de innovaciones técnicas como el encendido electrónico integrado, el uso de un compresor volumétrico, y la implantacion de la inyeccion electrónica multipunto de combustible junto a un Turbocompresor con válvula Waste-Gate; (según cilindradas y modelos), viéndose representado en su máximo exponente con las versiónes de los motores Abarth 1.5 TC y 1.3 Turbo i.e; que montarán los antológicos Fiat Ritmo Abarth y Fiat Uno Turbo i.e.   
El "Motor Tipo 2", destacará con máximo esplendor y brillará con luz propia, al poseer el honor; de situarse en el Olimpo de la historia de la automoción, al ser nombrado, "como uno de los inolvidables y memorables Motores GTI".  

#### Motor «Tipo 3» (1988 - 1999)
Desarrollo mediante Tecnologías Computerizadas CAD - CAM.
La serie del motor "Tipo 3" concebido y evolucionado ya, en la "era de la electrónica", será producido desde 1988 hasta 1999. 
Finalmente, estos serán reemplazados por el celebérrimo y consagrado "Motor FIRE".

### Tecnología y avances técnicos aplicados
Las especificaciones técnicas de esta última generación y evolución del "Motor TIPO 3", de Fiat, dado que son "motores supercuadrados", poseen la particularidad de incluir una serie de innovaciones técnicas de muy alto nivel, tales como el tener por un lado, unos cilindros de gran diámetro; los cuales, permiten emplear unas válvulas de mayores dimensiones, (con un mayor paso de luz de válvulas), y que le otorgan / confieren el poder generar y hacer posible, el obtener un mayor rendimiento volumétrico en las cámaras de combustión.
La acción de adoptar junto a éstos elementos, unas bielas de carrera corta, comporta también, la obtención de una mayor relación de compresión.
Procurando también, unas menores vibraciones; y consiguiendo que juntos, se traduzca en el logro de obtener un mayor confort de marcha, así como la consecución, de una amplia longevidad del propulsor, destacándose además unas altas prestaciones en cualquier velocidad de marcha; todo ello, siempre con un menor régimen de giro del motor.
Para obtener estos resultados, Fiat también optó por soluciones técnicas como son los novedosos carburadores "WEBER" electrónicos con "corte de alimentación por Cutt - Off" y dos diferentes tipos de encendido, empleados en según qué versiones y mercados. 
Los encendidos empleados se denominan  "BREAKERLESS" para el motor de (1.4cc); y también, encendido "DIGIPLEX", gestionado por una "ECU" ( Electronic Control Unit), el cual, es un sistema de encendido digital electrónico multiplexado que consta de diferentes sensores y que monta el motor de (1.6cc). Este es creado por "Magneti Marelli", filial del Grupo Fiat de componentes electrónicos, entre otros.
Del primero, habrá dos variantes: 
Uno de ellos, será diseñado, para que el distribuidor sea ubicado en el lateral del árbol de levas "SOHC" (Simple OverHead Camshaft), que será comandado por el mismo. 
Éste se halla en lo que es la parte alta de la "tapa de cilindros" (culata) y opuesto a la distribución motor.
El segundo, a diferencia del primero, el sistema de encendido "BREAKERLESS" se haya ubicado en un lateral del bloque motor y posee un árbol de conexión que está comandado por un piñón autoajustable ubicado en el alojamiento del cigüeñal del motor.
Ambos poseen un depresor corrector de avance de encendido, y un amplificador de señal electrónico que aumentarán la misma, (señal de encendido), en función del régimen de giro del motor y que junto al sistema de carburación/inyección electrónicos serán capaces de controlar el flujo de la mezcla, y la detonación, según se halle la apertura del cuerpo de mariposa en ese instante.
Inclusive estando el motor al ralentí, entrará, (en las versiones con carburación) el sistema de válvula Cutt - Off en marcha, para reducir drásticamente las emisiones de Co2 a la atmósfera.
Con éstos sistemas, que transmiten una elevada sincronización, se desarrollan potencias (Cv); desde un bajo régimen de giro  (1750/rpm ), y contribuyen a que se entregue un alto torque (Nw/m) de par motor.
Ello, redunda también, en que el motor sea más "elástico" en toda la curva de entrega de potencia, manteniéndose en la parte alta de giro de revoluciones del motor unas muy altas prestaciones con unos consumos y emisiones muy aquilatados.
Así como el obtener beneficios, en pos de una menor rumorosidad, una elevada fiabilidad - durabilidad y un bajo coste de mantenimiento; siendo comparados con sus "hermanos" existentes de las diferentes versiones de "Motores Tipo 1 y 2" que fueron fabricados y utilizados desde 1970 en los modelos (Fiat 128, 147, Ritmo, Uno o Regata) y que Fiat, reemplazará (aunque tengan potencias equivalentes); ya que se obtienen peores consumos rendimientos y emisiones.

### Descripciones Técnicas
Poseen una cilindrada inicial de 1372cc y 8v, que, siendo denominado como 1.4L. desarrolla potencias de entre 72Cv y 78Cv según el año de producción, y dependiendo de si montasen un carburador Weber electrónico de doble cuerpo, o una inyección MPI Magneti Marelli ó, "Bosch", estas cifras varían.
Tiempo después (1991), en Europa, aparecerá la versión de 1372cc con "Turbo Garrett" + intercooler, de 115Cv y 136Cv, montados en los Fiat Uno Turbo i.e (1991-1995) y en los Fiat Punto GT (1995 -1999).
Además se creará la variante de 1372cc con i.e. y 12 Válvulas,  que desarrolla una potencia de 80cv; que montarán, el dúo Fiat Bravo - Brava de 1995 desde su inicio de comercialización. Siendo éste cuatro años después, substituido por el brillante "Motor FIRE" 1.2 16V de 85cv de nueva creación.
También estará disponible el mismo bloque con una cilindrada de 1588cc (1.6L) y 8v, que eroga  potencias de entre 82Cv y 86Cv, (según tuviese carburación de doble cuerpo, ó , inyección MPI), dependiendo de cual fuera su año y lugar de producción.
Desde un inicio podrán consumir gasolinas con o sin plomo y etanol (ó ambos a la vez), debido a que la concepción del motor admite combustibles de bajo, medio y alto octanaje, ya que al ser un motor con un alto valor de compresión, da unas prestaciones brillantes y unas emisiones muy contenidas, todo ello sin tener la necesidad de usar catalizadores, dada su avanzada tecnología empleada y la de sus materiales utilizados.
Los desarrollos de Fiat por obtener siempre la contención de emisión de Co² a la atmósfera, superará con creces la que será la nueva instauración en los mercados U.E. de las nuevas normativas anti-contaminación EURO I (a partir de 1992).
Dada la bienvenida a la nueva ley la U.E anunciará otra ley que entrará en vigor 4 años después (1996) denominada como normativa EURO- 2, lo que obligará al fabricante Transalpino a incorporarar a su motor 'Tipo- 3', un catalizador de 2 vías que restará potencia a los mismos en pos de una mayor reducción de emisiones. Este hecho obligará a actualizar el desarrollo, producción y adopción de la tecnología de las culatas multiválvula. (Motor 'Tipo-3', Variante 4 cilindros y 12 válvulas) y que incorporarán los modelos Fiat Bravo y Fiat Brava que debutaran en 1995, susbtituyendo al duo Fiat Tipo - Tempra.

### Lubricación
Desde su inicio utilizarán la nueva generación de la gama de  Lubricantes Semi-sintéticos, Òlio Fiat 'SELÈNIA' y que son catalogados cómo 'FUEL SAVER', los cuales contribuyen también a obtener bajos consumos gracias al ahorro de combustible y por lo tanto de emisiones de Co²/km. recorrido, según normas 'ACEA'. (European Automobile Manufacturer's Association). 
Este lubricante posee también una formulación de modernos aditivos que aumentan el intervalo de mantenimiento, lo que representa un mayor respeto con el medio ambiente. Su viscosidad estará disponible en aceites multigrado 10W40 / 10W50 y con calificación y normativas API CF y CG4/SL de motores de gasolina atmosféricos que sean aptos para consumir gasolinas con plomo y sin plomo según normas 'API' (American Petroleum Institute).
(Para una correcta, certera y precisa aplicación, según variantes mecánicas, combustibles empleados, y mercados, consultar el libro de mantenimiento, ó, mejor ahún, consultar al fabricante FIAT del pais).
Lo reflejado aquí, es meramente información a título orientativo.

### Biocombustibles
En los mercados y países de Latinoamérica aparecería, destacándose, un 1.4 cc BIO (bajo índice octánico), y que era una variante del 1.4 L, el cual poseía menor relación de compresión y, por tanto, era apto para funcionar con nafta común de 91 92 octanos (gasolina de bajo octanaje).
Esta familia de motores se produjeron en Italia en Turin (Fiat Auto S.p.A/Fiat Powertrain Technologies-(FPT)), Brasil en Betim (Fiat Automoveis SA) y en Argentina en Córdoba por [[]] S.A.]]. De hecho estos últimos se diferenciaban por poseer un adhesivo en el frente de la tapa-registro de distribución de color rojo con letras blancas, indicando el nombre de la fábrica que lo produjo: "Cormec - Córdoba Mecánica S.A., su condición de "apto-aprobación final" y en el mismo la leyenda de "no reajustar la correa dentada - para apretar tapa de cilindros ver manual de reparaciones".
Cerca del final de su producción, también existieron variantes que equiparon inyección electrónica monopunto de combustible, (Motor Fire 1100cc³ y 70Cv) así como versiones Bi-Fuel que podrían consumir tanto gasolina o GLP-V (Gas Licuado del Petróleo uso Vehicular) como nafta súper o GNC-V (Gas Natural Comprimido uso Vehicular). En este último caso, el Fiat Tipo equipó el "Motor Tipo 1.6" que será dotado de inyección electrónica multipunto M.Marelli o Bosch Motronic M1 5.4

## Vehículos que equipó
Dentro de la lista se encuentran:
- Fiat 128
- Fiat 147 (Spazio y Vivace)[4][5][6]
- Fiat Ritmo - Strada
- Fiat Uno[7]
- Fiat Duna[8]
- Fiat Regata[9]
- Fiat Tipo[10]
- Fiat Tempra[11]
- Fiat Punto Mk1
- Fiat Bravo - Brava
- Fiat Siena[12]
- Fiat Palio
- Lancia Dedra
- Lancia Delta
- Yugo / Zastava Florida

## Características Técnicas
| !                                   | 1.4 Tipo BNO                                                  | 1.4 Tipo                                                      | 1.4 Tipo GNC                                                  | 1.6 Tipo                                                      | 1.6 Tipo SPI                                                  | 1.6 Tipo MPI                                                  |
| ----------------------------------- | ------------------------------------------------------------- | ------------------------------------------------------------- | ------------------------------------------------------------- | ------------------------------------------------------------- | ------------------------------------------------------------- | ------------------------------------------------------------- |
| Modelo de Motor                     | 159A2038                                                      | 159A2038                                                      | ---                                                           | 159 A3 038                                                    | ---                                                           | ---                                                           |
| Cilindrada Total                    | 1372 cc                                                       | 1372 cc                                                       | 1372 cc                                                       | 1580,66 cc                                                    | 1580,66 cc                                                    | 1580,66 cc                                                    |
| Válvulas/Distribución               | 8 válvulas (2 por cilindro)/SOHC (Comando por correa dentada) | 8 válvulas (2 por cilindro)/SOHC (Comando por correa dentada) | 8 válvulas (2 por cilindro)/SOHC (Comando por correa dentada) | 8 válvulas (2 por cilindro)/SOHC (Comando por correa dentada) | 8 válvulas (2 por cilindro)/SOHC (Comando por correa dentada) | 8 válvulas (2 por cilindro)/SOHC (Comando por correa dentada) |
| N.º Cilindros                       | 4 en línea                                                    | 4 en línea                                                    | 4 en línea                                                    | 4 en línea                                                    | 4 en línea                                                    | 4 en línea                                                    |
| Diámetro                            | 80,5                                                          | 80,5                                                          | 80,5                                                          | 86,4 mm                                                       | 86,4 mm                                                       | 86,4 mm                                                       |
| Carrera                             | 67,4                                                          | 67,4                                                          | 67,4                                                          | 67,4 mm                                                       | 67,4 mm                                                       | 67,4 mm                                                       |
| Relación de Compresión              | 7,8                                                           | 9,2                                                           | 9,2                                                           | 9,2                                                           | 9,2                                                           | 9,5                                                           |
| Potencia Máxima DIN                 | 45 kW (61 CV) a 5820 rpm                                      | 55,9 kW (77 cv) a 6000 rpm                                    | 46,33 kW (63 CV) a 6000 rpm                                   | 64,03 kW (87 CV) a 6000 rpm                                   | 59,66 kW (80 CV) a 5750 rpm                                   | 69,14 kW (94 CV) a 5750 rpm                                   |
| Par Motor                           | 10,4 kgm a 3000 rpm                                           | 10,4 kgm a 3000 rpm                                           | 10,5 kgm a 3000 rpm                                           | 13,5 kgm a 3000 rpm                                           | 13 kgm a 2650 rpm                                             | 13 kgm a 3000 rpm                                             |
| Holgura de válvulas (Func. en frío) | A:0,40 +- 0,05 E: 0,50 +- 0,05                                | A:0,40 +- 0,05 E: 0,50 +- 0,05                                | A:0,45 +- 0,05 E: 0,55 +- 0,05                                | A:0,40 +- 0,05 E: 0,50 +- 0,05                                | ---                                                           | ---                                                           |
| Bomba de aceite                     | de engranajes                                                 | de engranajes                                                 | de engranajes                                                 | de engranajes                                                 | de engranajes                                                 | de engranajes                                                 |
| Embrague                            | Monodisco en seco                                             | Monodisco en seco                                             | Monodisco en seco                                             | Monodisco en seco                                             | Monodisco en seco                                             | Monodisco en seco                                             |
| Mecanismo del Embrague              | Resorte a diafragama                                          | Resorte a diafragama                                          | Resorte a diafragama                                          | Resorte a diafragama                                          | Resorte a diafragama                                          | Resorte a diafragama                                          |
| Consumo a 80 km/h                   | 8,3 L/100 km                                                  | 9,5 L/100 km                                                  | 8,1 L/100 km                                                  | 9,8 L/100 km                                                  | 8 L/100 km                                                    | 9 L/100 km                                                    |
| Régimen Ralentí                     | 800 a 850 rpm                                                 | 800 a 850 rpm                                                 | 850 a 900 rpm                                                 | 800 a 850 rpm                                                 | 850 a 900 rpm                                                 | 850 a 900 rpm                                                 |
| Combustible                         | Gasolina Común (+85oct) Gasolina Super (+95oct)               | Gasolina Super (+95oct)                                       | Gasolina Super (+95oct) Gas Natural comprimido (GNC)          | Gasolina Super (+95oct)                                       | Gasolina Super (+95oct sin plomo ni aditivos metálicos)       | Gasolina Super (+95oct Sin plomo y sin aditivos metálicos)    |
| Alimentación                        | Weber 32 ICEV                                                 | Weber 32-34 TLDE                                              | Weber 32 ICEV                                                 | Weber 32-34 TLDE                                              | Inyección del tipo monopunto                                  | Inyección multipunto Bosch Motronic M1 5.4                    |
| Encendido                           | INDIEL 4658 6460                                              | Electrónico                                                   | Electrónico                                                   | Electrónico                                                   | Electrónico Digital                                           | Electrónico Digital                                           |
| Bujías                              | Champion RN 7 YC Bosch WR 7/ WR 6DC Marelli F8 LCR            | Champion RN 9 YC Bosch WR 7 DC/ Marelli F7 LCR                | ---                                                           | Champion RN 7 YC Bosch WR 6 DC/ Marelli F8 LCR                | ---                                                           | ---                                                           |

## Galería

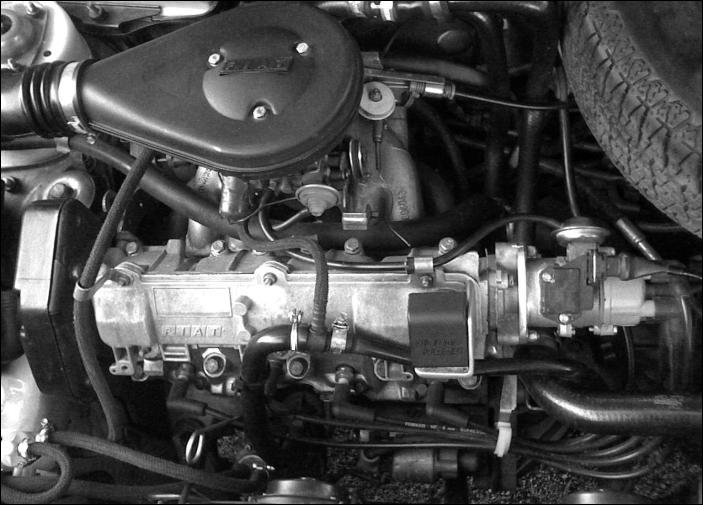
Motor Tipo a carburador
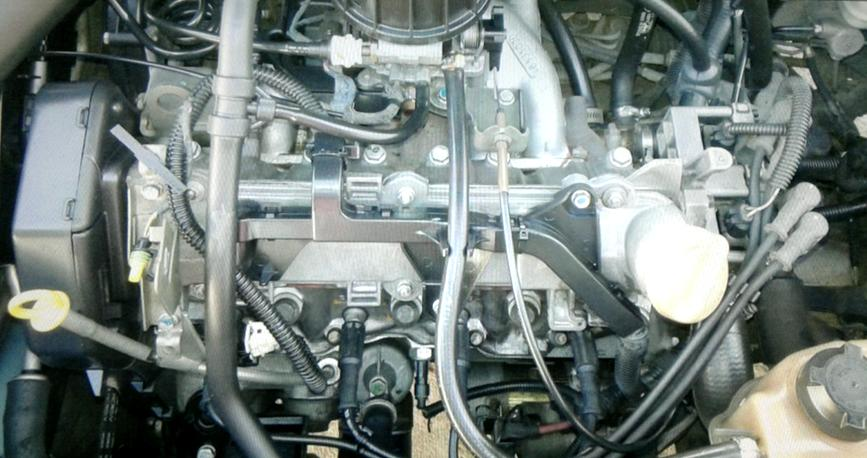
Motor Tipo SPI (Single Point Inyection)
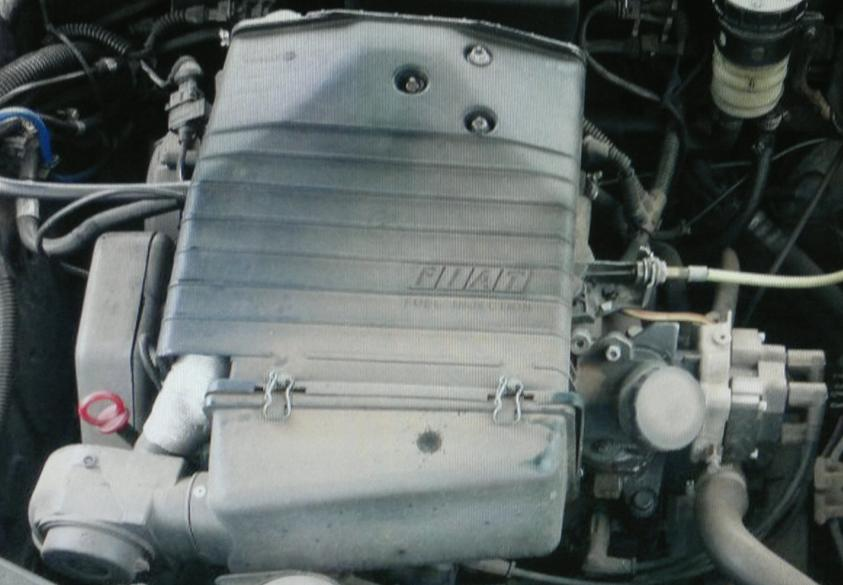
Motor Tipo SPI (Single Point Inyection)